# Gregg Berhalter
Gregg Berhalter (* 1. August 1973 in Englewood, New Jersey) ist ein US-amerikanischer Fußballtrainer und ehemaliger -spieler.

## Werdegang

### Jugend und College
Berhalter wuchs in Tenafly, New Jersey auf. Er besuchte die Saint Benedict’s Preparatory School in Newark, New Jersey, an der er zusammen mit Claudio Reyna in der Schulmannschaft spielte. Nach seinem High-School-Abschluss spielte er College-Soccer an der University of North Carolina at Chapel Hill. In der Zeit von März 1991 bis Juni 1994 lief er 57 Mal auf, erzielte 13 Tore und bereitete weitere zehn Treffer vor. Während der Saisonpause der College-Liga spielte er 1993 für die Raleigh Flyers in der United States Interregional Soccer League (USISL).

### Professionell
Nach seinem dritten Jahr am College unterzeichnete Berhalter 1994 einen Vertrag beim niederländischen Verein FC Zwolle. Er spielte zwei Jahre für Zwolle, wechselte 1996 zu Sparta Rotterdam und schließlich 1998 zu Cambuur Leeuwarden. Für Leeuwarden erzielte er in zwei Spielzeiten zwei Tore und stieg mit ihnen in der Saison 1999/2000 in die zweite Liga ab. Zwischen Februar 2001 und dem Abschluss der Saison 2001/02 spielte er für den englischen Club Crystal Palace.
Im Sommer 2002 wechselte er ablösefrei zu Energie Cottbus in die 1. Bundesliga. In der Saison 2002/03 spielte er 23 Bundesligapartien für die Lausitzer und stieg mit ihnen am Saisonende ab. In der 2. Bundesliga absolvierte er bis zum Saisonende 2005/06 88 Spiele für die Cottbuser und erzielte dabei zehn Treffer. Nach dem Wiederaufstieg in die Bundesliga verließ er den Verein.
Zur Saison 2006/07 wechselte er zum TSV 1860 München. In seiner ersten Saison war er dort Mannschaftskapitän. Bis 2009 kam Berhalter in München auf 73 Einsätze, in denen er acht Tore erzielte. Im Frühjahr 2009 fand er unter dem neuen Trainer Uwe Wolf keine Berücksichtigung mehr; am 1. April 2009 wurde sein noch bis 30. Juni 2009 laufender Vertrag aufgelöst. Aus dieser Zeit spricht Berhalter noch Deutsch.
Am 3. April 2009 wechselte er zu LA Galaxy. In der ersten Saison in der Major League Soccer wurde er zu einer festen Größe in der Abwehr der Kalifornier. Sein erstes Tor für die Mannschaft erzielte er am 14. November 2009 im Western-Conference-Finale gegen Houston Dynamo. Dieses sicherte den Einzug in das Finale um den MLS Cup 2009.
In der Saison 2011 war er neben seiner Spielertätigkeit einer der Assistenztrainer der Mannschaft. Zum Ende der Saison 2011 beendete er seine Karriere als Spieler.

### Nationalmannschaft
Berhalter bestritt 44 A-Länderspiele für die USA. Er spielte unter anderem zwei Partien bei der Weltmeisterschaft 2002 in Japan und Südkorea. Mit der Nationalmannschaft der USA hatte er sich für die Weltmeisterschaft 2006 in Deutschland qualifiziert, wurde dann aber von Trainer Bruce Arena für das Turnier nicht berufen. Nachdem sich während der Vorbereitung Cory Gibbs am Knie verletzt hatte, wurde Berhalter zwei Wochen vor Beginn der WM in den Kader nachnominiert.

## Trainerkarriere
Nachdem Berhalter 2011 parallel zu seiner letzten Saison als Spieler bei LA Galaxy erste Erfahrungen als Trainerassistent gesammelt hatte, kehrte er Ende des Jahres nach Europa zurück, um beim schwedischen Zweitligisten Hammarby IF den Cheftrainerposten zu übernehmen. Ab Anfang November 2013 war er in den USA beim MLS-Club Columbus Crew als Cheftrainer und Sportdirektor tätig. Sein Engagement dort endete nach der MLS-Saison 2018.
Am 2. Dezember 2018 stellte ihn der US-amerikanische Fußballverband als neuen Nationaltrainer vor. Unter seiner Führung gewann die Mannschaft unter anderem den CONCACAF Gold Cup 2021.
Nach dem Vorrundenaus bei der Copa América 2024 wurde Berhalter am 10. Juli 2024 entlassen.
Am 20. Oktober 2024 wird er als Nachfolger von Frank Klopas Chicago Fire als Cheftrainer übernehmen und dort auch das Amt des Sportlichen Leiters bekleiden.

## Titel und Auszeichnungen als Spieler

### Vereine
Los Angeles Galaxy
- MLS Cup Champion: 2010/11
- MLS Supporters’ Shield: 2009/10, 2010/11

## Titel und Auszeichnungen als Trainer

### Vereine
USA Nationalmannschaft
- CONCACAF Nations League: 2020, 2023/24
- CONCACAF Gold Cup: 2021